# Saltos ornamentais no Campeonato Europeu de Esportes Aquáticos de 2018 - Plataforma 10 m sincronizado masculino
A prova da plataforma 10 m sincronizado masculino dos saltos ornamentais no Campeonato Europeu de Esportes Aquáticos de 2018 ocorreu no dia 9 de agosto no Royal Commonwealth Pool, em Edimburgo no Reino Unido. 

## Calendário
| Fase  | Data        | Hora  |
| ----- | ----------- | ----- |
| Final | 9 de agosto | 13:30 |

Todos os horários estão no horário local (UTC+0)

## Medalhistas
| Ouro                                        | Prata                                       | Bronze                                        |
| Rússia · Aleksandr Bondar · Viktor Minibaev | Reino Unido · Matthew Dixon · Noah Williams | Armênia · Vladimir Harutyunyan · Lev Sargsyan |

## Resultados
Esses foram os resultados da competição. 
| Pos.              | Nacionalidade | Saltadores                        |        |
| Pos.              | Nacionalidade | Saltadores                        | Pontos |
| ----------------- | ------------- | --------------------------------- | ------ |
| Medalha de ouro   | Rússia        | Aleksandr Bondar Viktor Minibaev  | 423.12 |
| Medalha de prata  | Reino Unido   | Matthew Dixon Noah Williams       | 399.90 |
| Medalha de bronze | Armênia       | Vladimir Harutyunyan Lev Sargsyan | 396.84 |
| 4                 | Alemanha      | Timo Barthel Florian Fandler      | 360.66 |
| 5                 | Bielorrússia  | Artsiom Barouski Vadim Kaptur     | 354.15 |